# François Marty
Gabriel Auguste François Marty (Vaureilles, 18 mei 1904 – Monteils, 16 februari 1994) was een Frans geestelijke en kardinaal van de Katholieke Kerk.
Hij groeide op de boerderij van zijn ouders op en bezocht het kleinseminarie van Rodez en het grootseminarie in Toulouse. Hij werd op 28 juni 1930 tot priester gewijd. Hij werkte vervolgens in het Bisdom Rodez, waar hij - van 1951 tot 1952 diende als vicaris-generaal.
Op 1 februari 1952 benoemde paus Pius XII hem tot bisschop van Saint-Flour. Niet veel later werd hij titulair aartsbisschop van Emesa en aartsbisschop-coadjutor van Reims. In 1960 volgde zijn benoeming tot aartsbisschop van datzelfde aartsbisdom. Hij nam in die hoedanigheid deel aan het Tweede Vaticaans Concilie en werd in diezelfde tijd gekozen tot vicevoorzitter van de Franse bisschoppenconferentie. In 1969 nam hij bezit van de metropolitane zetel van Parijs. Als aartsbisschop van Parijs was hij de opvolger van Pierre Veuillot.
In 1967 had hij deelgenomen aan het door de Nederlandse bisschoppenconferentie georganiseerde symposium De praktische gezagsuitoefening van de bisschoppen en de inspraak van leken. Aan dit symposium – dat helemaal de sfeer ademde van het Tweede Vaticaans Concilie – namen, tot argwaan van de Romeinse Curie, ongeveer 100 Europese bisschoppen deel. Marty vatte daar kernachtig samen hoe hij het vraagstuk van de bisschoppelijke collegialiteit beleefde:
Ik was toen ik bisschop werd nog nooit in Rome geweest. Ik beschouwde de H. Vader als de opvolger van St. Petrus aan wie men respect, aanhankelijkheid en eerbied verschuldigd was. Mijn eerste bezoek aan de paus maakte op mij de indruk van een bedevaart. Nooit zou ik hebben gedacht dat ik hem anders dan door mijn gebed en mijn gehoorzaamheid zou kunnen helpen. Mijn verbondenheid met de gehele Kerk werd bepaald door liefde, niet door verantwoordelijkheid
Tijdens het consistorie van 28 april 1969 werd hij door paus Paulus VI verheven tot kardinaal. De San Luigi dei Francesi werd zijn titelkerk. Marty nam deel aan de conclaven van augustus en oktober 1978. Tijdens beide conclaven behoorde hij – samen met kardinaal Willebrands – volgens Burkle-Young tot de "aanvoerders van de progressieve stroming binnen het College van Kardinalen".
Marty ging in 1981 met emeritaat. Bij die gelegenheid werd hem door zijn bisdom een Citroën 2CV cadeau gedaan. De kardinaal verongelukte met deze auto, toen hij – in de buurt van Monteils, in botsing kwam met een trein.
- Biblioteca Nacional de España: XX1023455
- Bibliothèque nationale de France: cb11914907x (data)
- Gemeinsame Normdatei: 119273500
- International Standard Name Identifier: 0000 0001 1033 0159
- Library of Congress Control Number: n50052499
- Nationale Bibliotheek van Tsjechië: mub2013782084
- Nationale bibliotheek van Australië: 35331795
- Nederlandse Thesaurus van Auteursnamen: 071781099
- Système universitaire de documentation: 027014231
- Trove: 914602
- Virtual International Authority File: 113143440
- WorldCat: E39PBJf8wH4h6vXPXFg74t9dQq